# Filippo Missori
Filippo Missori (Roma, 24 de marzo de 2004) es un futbolista italiano que juega de defensa en la U. S. Sassuolo Calcio de la Serie A.

## Estadísticas

### Clubes
Actualizado al último partido disputado el 13 de agosto de 2023.
| Club                    | Div.          | Temporada     | Liga  | Liga  | Liga   | Copas nacionales | Copas nacionales | Copas nacionales | Copas internacionales | Copas internacionales | Copas internacionales | Total | Total | Total  |
| Club                    | Div.          | Temporada     | Part. | Goles | Asist. | Part.            | Goles            | Asist.           | Part.                 | Goles                 | Asist.                | Part. | Goles | Asist. |
| ----------------------- | ------------- | ------------- | ----- | ----- | ------ | ---------------- | ---------------- | ---------------- | --------------------- | --------------------- | --------------------- | ----- | ----- | ------ |
| A. S. Roma · Italia     | 1.ª           | 2021-22       | 0     | 0     | 0      | 0                | 0                | 0                | 1                     | 0                     | 0                     | 1     | 0     | 0      |
| A. S. Roma · Italia     | 1.ª           | 2022-23       | 3     | 0     | 0      | 0                | 0                | 0                | 0                     | 0                     | 0                     | 3     | 0     | 0      |
| A. S. Roma · Italia     | Total club    | Total club    | 3     | 0     | 0      | 0                | 0                | 0                | 1                     | 0                     | 0                     | 4     | 0     | 0      |
| U. S. Sassuolo · Italia | 1.ª           | 2023-24       | 0     | 0     | 0      | 1                | 0                | 0                | —                     | —                     | —                     | 1     | 0     | 0      |
| U. S. Sassuolo · Italia | Total club    | Total club    | 0     | 0     | 0      | 1                | 0                | 0                | 0                     | 0                     | 0                     | 1     | 0     | 0      |
| Total carrera           | Total carrera | Total carrera | 3     | 0     | 0      | 1                | 0                | 0                | 1                     | 0                     | 0                     | 5     | 0     | 0      |

## Palmarés

### Campeonatos nacionales
| Título  | Club                  | País   | Año     |
| ------- | --------------------- | ------ | ------- |
| Serie B | U. S. Sassuolo Calcio | Italia | 2024-25 |